# 拉塞罗列拉
拉塞罗列拉，是西班牙阿拉贡自治区特鲁埃尔省的一个市镇。总面积34平方公里，总人口100人（2018年），人口密度4人/平方公里。